# Ćhinnamasta

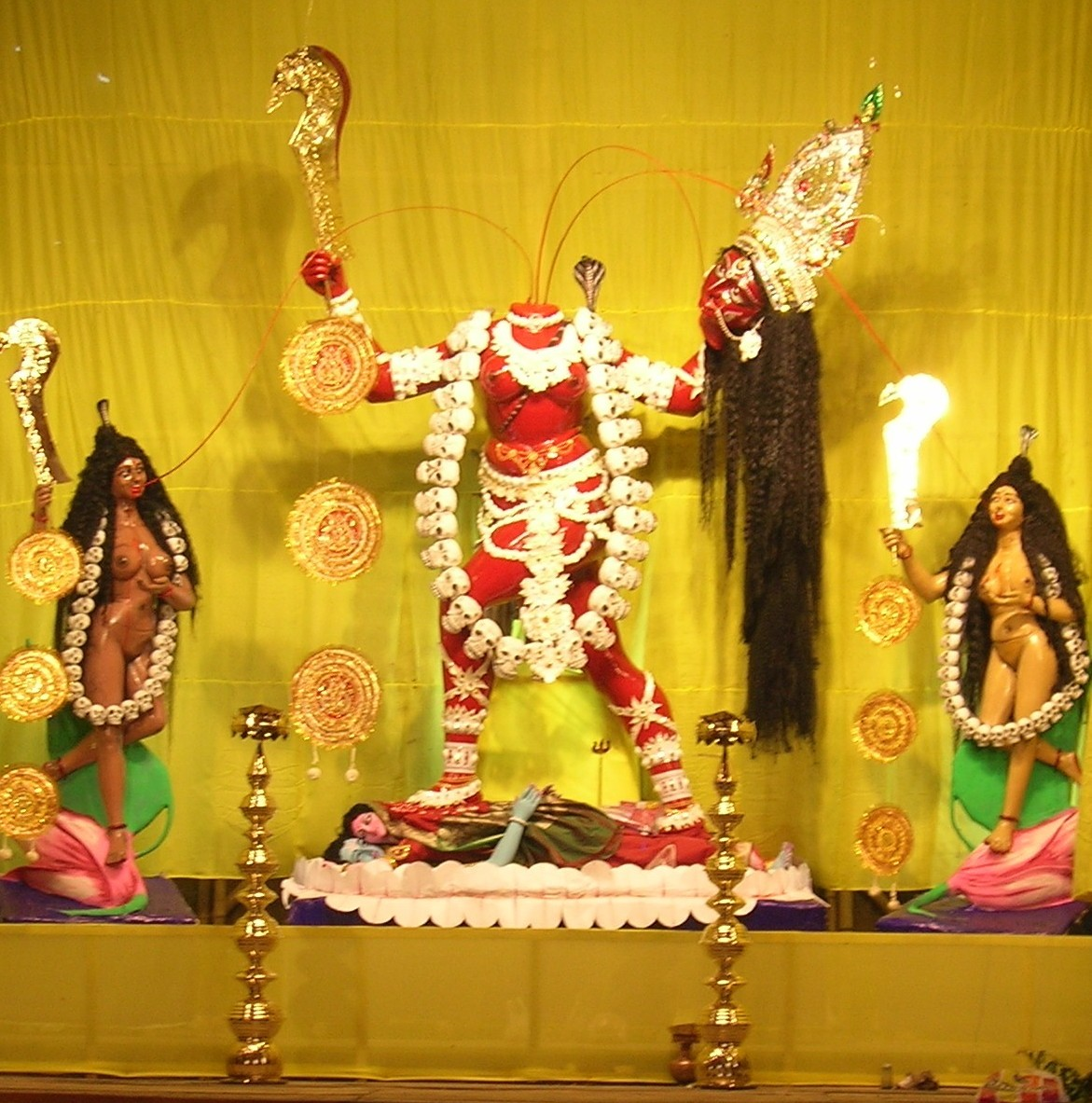
Pandal ze święta Kalipudźa : Chetla, South Kolkata

Ćhinnamasta (dewanagari छिन्नमस्ता, transliteracja chinnamastā, ang. Chinnamasta, Bogini ze Ściętą Głową w Ręku) – hinduistyczna bogini ofiary, jedna z bogiń mahawidja. Jej atrybutami był nóż ofiarny i ścięta głowa. W kulcie przewodniczy pięciu rodzajom ofiar.